# Echeverría (metropolitana di Buenos Aires)
Echeverría è una stazione della linea B della metropolitana di Buenos Aires. È situata sotto avenida Triunvirato nel tratto compreso tra le calles Echeverría e La Pampa, nel barrio di Villa Urquiza.

## Storia
La stazione venne inaugurata il 26 luglio 2013, con l'apertura del tratto della linea compreso tra De los Incas - Parque Chas e Juan Manuel de Rosas.

## Interscambi
Nelle vicinanze della stazione effettuano fermata diverse linee di autobus urbani ed interurbani.
- Fermata autobus

## Servizi
La stazione dispone di:
- Accessibilità per portatori di handicap
- Ascensori
- Scale mobili
- Biglietteria a sportello
- Biglietteria automatica